# Sámson (opera)
A Sámson Szokolay Sándor kétfelvonásos, a Magyar Állami Operaházban 1973. október 26-án bemutatott, Németh László drámája nyomán írt harmadik operája.

## Az opera története és szövegkönyve
A Sámson című drámára Illés Jenő hívta fel a zeneszerző figyelmét. Szokolay személyesen is ismerte Németh Lászlót, mivel az Iszony film változatához ő írta a kísérő zenét. A Sámson érdekessége, hogy előbb szólalt meg operaszínpadon, mint prózai színházban. Németh 1945-ben írta darabját, de az hosszú évtizedekig nem jutott el a magyar színpadokra. Az író nem vállalt szerepet a librettó és a dramaturgia kialakításában: mindenben szabad kezet adott az akkor már elismert zeneszerzőnek.
Szokolay szokásos módszerét követve összevont és tömörített, valamint főleg a kórus számára, több más Németh drámából is átvett szövegeket. Az opera elején és végén a Bibliából is idézett. Végeredményében a Sámson librettója nem a dráma rövidített változata, hanem annak operaszerű újra fogalmazása. Szokolay saját bevallása szerint első olvasásra beleszeretett a történetbe, ennek következtében teljesen azonosulni tudott a drámaíró gondolataival és világnézetével. Tisztelettel bánt az eredeti szöveggel és úgy alakította át szövegkönyvé, hogy az drámai mondanivaló nem szenvedett csorbát, azt a zene kiemeli, hangsúlyosabbá teszi.
A hazai bemutató után ezt a Szokolay operát is bemutatásra került Németországban is: 1974-ben Wiesbaden, 1975-ben Berlin városában játszotta a darabot vendégszereplése alkalmából a Magyar Állami Operaház társulata.

## Az opera szereplői és helyszínei
| Szereplő                     | Hangfekvés |
| ---------------------------- | ---------- |
| Sámson                       | bariton    |
| Delila, papnő                | szoprán    |
| Thimneusz, a férje           | tenor      |
| Jefte                        | tenor      |
| Király                       | bariton    |
| A főpap                      | basszus    |
| A molnár                     | tenor      |
| Eskon, a király tanácsadója  | tenor      |
| Kodron, a király tanácsadója | bariton    |
| Efton, a király tanácsadója  | basszus    |
| Vénasszony                   | alt        |

- Énekkar: őrlető asszonyok, a király kísérete, katonák, a nép
- Történik: Palesztinában a filiszteusok elleni háború idején
- Színhelyek:
  - Előjáték: semleges szín, a történet elővázolására
  - I. felvonás: malombörtön
  - II. felvonás: 1. kép: terem a király palotájában, 2. kép: oszlopcsarnok
- Játékidő: 1 óra 40 perc

## Az opera cselekménye

### Előjáték
Sámson hajának tőrbe csalását, hajának levágását, erejének elvételét mondja el, mintegy felvázolja a darab előtörténetét. A tragédia tehát a dráma idején kívül már lezajlott. A megvakított Sámsont egy malombörtönbe taszították. Itt veszi fel a fonalat az első felvonás cselekménye.

### I. felvonás
Sámson megalázva börtönben sínylődik. A molnár durván ösztökéli, hogy még többet dolgozzon. Ezután Delila lopakodik a színpadra álruhában. Látni akarja a legyőzött férfit, de a molnár felismeri és el akarja zavarni. A nőnek végül sikerül megvesztegetnie a mesterembert. Delila egyedül marad Sámsonnal, párbeszédüket Thimneusz és a visszatérő molnár zavarja meg. Sámson és Thimneusz között heves vita bontakozik ki, melynek hevében Delila férje kardot ránt, hogy leszúrja a foglyot, de felesége még idejében kettőjük közé áll.
Thimneusz először egy katonát akar megbízni Sámson őrzésével, de Jefte annyira bizonygatja, hogy ő mindenkinél kegyetlenebbül őrizné a rabot, hogy a férfi végül rábízza a feladatot. Miután mindenki elvonul Jefte felfedi kilétét: ő nem ellensége, hanem barátja Sámsonnak. Segíteni akar neki ereje visszanyerésében. A hős pedig csak a megfelelő alkalomra vár, hogy visszavághasson ellenséginek.

### II. felvonás
1. kép: A királyt palotája egyik termében tanácsadói veszik körbe. Delila és férje is jelen vannak. A nő egy fenyegető álmot látott, ezt Thimneusz úgy magyarázza meg az uralkodónak, hogy az félelmet keltsen benne. Sámson még megvakítva, rabként is veszélyt jelent a filiszteusokra. A király jóváhagyja Eftoné ötletét: Sámson komédiázzon a nép előtt Dágon ünnepén. Ugyanis akit nevetségessé lehet tenni, ki lehet gúnyolni, az nem válhat veszedelmessé, éppen ellenkezőleg. Jefte szerint a zsidók hőse megtört, nincs nyoma annak, hogy lázadni akarna. Ezután vezetik elő a rabot, aki csak ekkor érzi, mennyire megalázó is a helyzete, de elvállalja a rábízott feladatott.
2. kép: Gyülekezik a tömeg az ünnepre és izgatottan várja: királyuk milyen szórakozást talált ki nekik? Ezután megjelenik Sámson. Elkezd komédiázni és ezzel teljessé válik megcsúfolása. Jefte azt találja ki, hogy mutassa be: hogyan vitte a hegyre a gázai kaput? Sámson erre is vállalkozik: visszanyert erejével szétfeszíti az oszlopokat. A lezúduló törmelék mindenkit maga alá temet.

## Az opera zenéje
A Sámson az elhivatottság drámája, operai mivoltában is erősen gondolati mű. A zenei folyamat jórészt párbeszédekben és monológokban bontakozik ki. Az opera szerkezete a párbeszédekre épül, ezeket szakítják meg epizódszerűen a kórus részletek és a szóló együttesek. A kórust egészen újfajta módon kezelte a zeneszerző. Jórészt elvont, stilizált szerepkört juttatott neki, aktív szereplővé, cselekvő tömeggé csak az opera zárójelenetében alakul át.
A zenei szövet, az előző két Szokolay opera, a Vérnász és a Hamlet stílusának egybeforrasztására tett kísérlet. Tömörsége és szerkezeti felépítése következtében a Sámson a korábbi operákhoz képest jóval szigorúbb felépítésű, a szereplők jellemét élesebben rajzolta meg a zeneszerző. Érdekes, hogy motívumaik legtöbbször levezethetőek neveiknek beszédlejtésében rejlő dallamából, így mintegy névjegy motívumot alkotnak. Az énekszólamok nem bravúrosan megírt melódiákból épülnek fel, de mindvégig dallamosak. A dallamosság, az énekelhetőség ez esetben is Szokolay elsődleges szempontja volt.
A szerző harmadik operájában is alkalmazta a dodekafóniát, de annak egy sajátos, egyéni változatát, amely nem köthető egyetlen zenei irányzathoz sem. A nagyopera restaurációja az uralkodó stílus sajátossága a darabnak. Ennek segítségével éri el a Sámson azt a passió-szerű, morális élményt, amelyet a zeneszerző meg akart valósítani.

## Hangfelvételek
1976-ban elkészült és a Hungarotonnál megjelent hanglemezen az opera stúdió felvétele, a következő szereposztásban:
Sámson - Melis György, Delila - Házy Erzsébet, Thimneus - Palcsó Sándor, Jefte - B. Nagy János, Király - Faragó András, Főpap - Kováts Kolos, A molnár - Karizs Béla, Eskon - Kelen Péter, Kodron - Ötvös Csaba, Efton - Várhelyi Endre, Vénasszony - Szirmay Márta. Vezényel: Kórodi András
A felvétel ma már nehezen hozzáférhető, CD-n nem jelent meg.